# Sokoura (Tiéfora)
Pour les articles homonymes, voir Sokoura.
Ne doit pas être confondu avec Sokoura (Bagassi).
Sokoura est une commune rurale située dans le département de Tiéfora de la province de Comoé dans la région des Cascades au Burkina Faso.

## Éducation et santé
La commune accueille un dispensaire isolé tandis que le centre hospitalier régional (CHR) se trouve à Banfora.